# Estação de Nyon
A Estação de Nyon é uma estação ferroviária localizada na cidade de Nyon, na Suíça. Ela servia a rede CFF Genebra-Lausana, a InterCity, e os TER. 
Depois da sua actualização nos anos 2000, é no subsolo, e não no exterior da estação,  que se toma a linha métrica Nyon–St.Cergue–LaCure-Morez, o chamado Train rouge.
Um parking nas proximidades oferece 238 lugares com 24 reservado a senhoras e 5 para deficientes 